# فورتر
فورتر یک شرکت نرم‌افزاری است که خدمات خود را به‌صورت آنلاین و مبتنی بر اشتراک ارائه می‌دهد و از مدل نرم‌افزار به‌عنوان یک سرویس (SaaS) برای ارائه نرم‌افزار استفاده می‌کند. فورتر از طریق فناوری‌های هوش مصنوعی و یادگیری ماشین، به خرده‌فروشان و بازارهای آنلاین کمک می‌کند تا از انواع مختلف کلاه‌برداری در فضای دیجیتال جلوگیری کنند. این شرکت دفاتری در تل‌آویو، لندن، سنگاپور و نیویورک دارد و دفتر مرکزی آن در نیویورک قرار دارد. این شرکت در سال ۲۰۲۰ به‌عنوان یک شرکت نوپای تکشاخ شناخته شد.

## تاریخچه
شرکت در سال ۲۰۱۴ توسط مهندسان نرم‌افزار تأسیس شد که قبلاً در شرکت فناوری ضد کلاه‌برداری به نام Fraud Sciences کار می‌کردند که در سال ۲۰۰۸ توسط پی‌پل خریداری و ادغام شد. قبل از کار در Fraud Sciences، بنیان‌گذاران شرکت فورتر در واحد اطلاعات ارتش اسرائیل خدمت می‌کردند.

## سرمایه‌گذاری
شرکت فورتر موفق به جذب سرمایهٔ ۱۰۰ میلیون دلاری از سکویا کپیتال، Scale Venture Partners، نیو اینترپرایس، March Capital Partners و Salesforce Ventures شد.

## فناوری
طبق گفته متخصصان، چالش پیش روی خرده‌فروشان آنلاین در جلوگیری از کلاه‌برداری آنلاین، توانایی ارزیابی قابل‌اعتماد بودن مشتری در زمان واقعی، بدون مسدود کردن فروش قانونی یا به تعویق انداختن آن تا حدی است که مشتری خرید را رها کند. شرکت پژوهشی و مشاوره گارتنر در تحلیل سال ۲۰۱۸ خود از شرکت‌های ارائه‌دهنده نرم‌افزار به‌عنوان سرویس (SaaS) درزمینهٔ تشخیص و پیشگیری از کلاه‌برداری آنلاین، فناوری شرکت فورتر را به‌عنوان ابزاری برای تشخیص و پیشگیری از کلاه‌برداری آنلاین طبقه‌بندی کرد. این تحلیل شامل شرکت‌های قدیمی و جدیدتر (مثلاً مؤسسه ساس و Feedzai) می‌شد. در این تحلیل از ترکیب تکنیک‌های مختلف، از جمله تجزیه‌وتحلیل رفتاری الگوهای خرید مشتریان، پیوند نرم بین کاربران (توانایی ردیابی روابط بین کاربران حتی زمانی که هیچ اطلاعات آشکاری به اشتراک گذاشته نمی‌شود) و سایر تکنیک‌ها، برای ارزیابی قابل‌اعتماد بودن مشتریان در زمان واقعی استفاده شد. فورتر به مشتریان خود این امکان را می‌دهد که در صورت برگشت هزینه، بازپرداخت کامل دریافت کنند.